# Zastava Z10
La Zastava 10 est une voiture du constructeur serbe Zastava, basée sur la Fiat Punto II de 2003 qui est fabriquée dans l'usine de Kragujevac depuis le 4 juin 2007, à la cadence de 100 unités par jour.

## HistoireZastava
Le groupe Fiat S.p.A. entretient avec Zastava des liens techniques, commerciaux et financiers depuis le 12 août 1954, date à laquelle le premier accord de coopération entre les deux constructeurs a été signé. Depuis, Fiat a beaucoup investi dans son associé et lui a cédé de nombreuses licences de fabrication d'automobiles (voir Zastava) mais aussi de camions (voir Zastava Kamioni).
Avec la sortie de la Yugo Florida, les rapports entre Fiat et Zastava ne sont plus au meilleur de leur forme. Zastava a besoin d'argent frais encore et encore, Fiat n'est pas dans les meilleures dispositions pour encore avancer des fonds d'autant que Zastava lui doit plus de 75 MUS$.
L'année 2004 voit l'intensification des négociations entre la direction de Zastava, le gouvernement serbe et Fiat Auto, au sujet du remboursement de la dette de Zastava auprès du constructeur italien, qui remonte à plus de 10 ans et qui dépasse les 75 MUS$. Après d'âpres tractations, Fiat accepte d'effacer plus de 75 % de cette somme et de ne toucher que 10 M€, à verser avant tout nouvel accord de transfert de technologie. En effet Zastava veut fabriquer sous licence la dernière Fiat Punto II de 1999 pour le marché local, à 16 000 exemplaires par an. Le dernier versement de la somme convenue est effectué le 22 juin 2006 et seulement alors Fiat a fait livrer par sa filiale robotique COMAU, l'outillage nécessaire à l'équipement de la ligne d'assemblage de la Punto. En attendant la mise en fabrication locale du modèle, c'est Fiat Auto Italie qui a exporté 1 334 Punto vers la Serbie.
En 2006, la production des autres modèles Zastava et Yugo est de 10 250 automobiles.
Dès le mois de mars 2007, le nouvel atelier de fabrication de la Z.10 est opérationnel, les ouvriers serbes ont été formés sur les chaînes Fiat de l'usine Mirafiori, où sont toujours fabriquées les Punto Classic italiennes. Le 4 juin 2007, la première Fiat Punto, rebaptisée Z.10 sort des nouveaux ateliers reconstruits de l'usine de Kragujevac.
En septembre 2008, Fiat rachète 70 % du constructeur serbe qui devient une filiale du groupe Fiat Auto sous le nom de Fiat Serbie. La production de la Z.10 s'interrompt en fin d'année 2008 pour permettre la mise à niveau de toute l'usine serbe. Le 30 mars 2009 la production du modèle reprend, sous sa même forme mais sous le nom de Fiat Punto Classic. Depuis le mois de juin 2009, la cadence de production a grimpé à 100 exemplaires par jour. Depuis la reprise de la production, en un trimestre, 4 780 exemplaires ont été fabriqués. Le 10 juillet 2009, Fiat lance la version diesel de la Punto Classic.

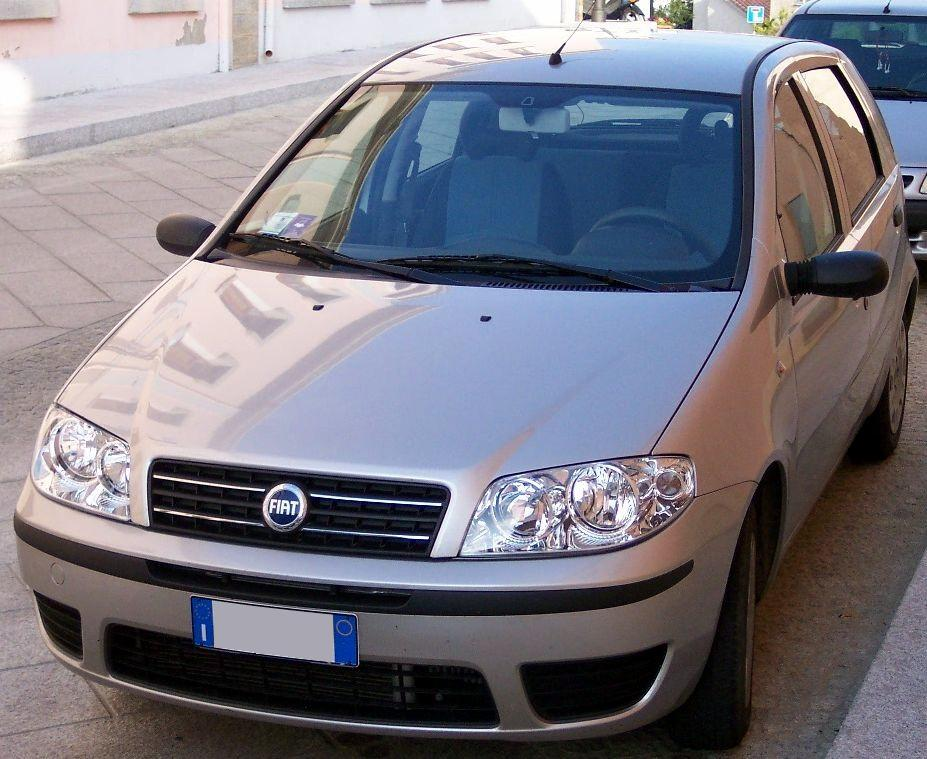
Fiat Punto Classic

Fiat Punto Classic - Fiat a remplacé, en avril 2009, la production locale de l'ancienne Zastava Z10 by Fiat, lancée en septembre 2004, par la Fiat Punto Classic, 2e série de la Punto, version de 2003. Le 22 octobre 2010, Fiat Automobili Srbija a célébré la 30 000 e Fiat Punto Classic produite par la nouvelle usine Fiat serbe de Kragujevac. La dernière Punto Classic est sortie des chaînes de l'usine de Kragujevac en 2011.